# 第六代薩默塞特公爵查爾斯·西摩
查爾斯·西摩（Charles Seymour, 6th Duke of Somerset，1662年8月13日—1748年12月2日），第六代薩默塞特公爵，是英國貴族西摩家族的成員，1702年曾擔任樞密院議長。外號「驕傲的公爵」（The Proud Duke）。
查爾斯·西摩的祖父法蘭西斯·西摩是第二代公爵的弟弟，1641年受查理一世冊封為特羅布里奇的西摩男爵（Baron Seymour of Trowbridge）以表彰其對國王的支持。1682年他娶諾森伯蘭伯爵的女兒兼繼承人伊麗莎白，獲得了珀西家族龐大的財產。藉由與安妮女王的交情，夫妻兩人在女王在位期間有很大的政治影響力。查爾斯·西摩於1748年去世，他與伊麗莎白的兒子阿爾吉儂·西摩繼承他為薩默塞特公爵。